# Gran Premi de Mònaco del 2015
El Gran Premi de Mònaco de Fórmula 1 de la temporada 2015 s'ha disputat al Circuit de Montecarlo, del 22 al 24 de maig del 2015.

## Resultats de la qualificació
| Pos                  | No | Pilot             | Constructor          | Part 1   | Part 2   | Part 3   | Sortida |
| -------------------- | -- | ----------------- | -------------------- | -------- | -------- | -------- | ------- |
| 1                    | 44 | Lewis Hamilton    | Mercedes             | 1:16.588 | 1:15.864 | 1:15.098 | 1       |
| 2                    | 6  | Nico Rosberg      | Mercedes             | 1:16.528 | 1:15.471 | 1:15.440 | 2       |
| 3                    | 5  | Sebastian Vettel  | Ferrari              | 1:17.502 | 1:16.181 | 1:15.849 | 3       |
| 4                    | 3  | Daniel Ricciardo  | Red Bull-Renault     | 1:17.254 | 1:16.706 | 1:16.041 | 4       |
| 5                    | 26 | Daniïl Kviat      | Red Bull-Renault     | 1:16.845 | 1:16.453 | 1:16.182 | 5       |
| 6                    | 7  | Kimi Räikkönen    | Ferrari              | 1:17.660 | 1:16.440 | 1:16.427 | 6       |
| 7                    | 11 | Sergio Pérez      | Force India-Mercedes | 1:17.376 | 1:16.999 | 1:16:808 | 7       |
| 8                    | 55 | Carlos Sainz, Jr. | Toro Rosso-Renault   | 1:17.246 | 1:16.762 | 1:16.931 | PL2     |
| 9                    | 13 | Pastor Maldonado  | Lotus-Mercedes       | 1:17.630 | 1:16.775 | 1:16:946 | 8       |
| 10                   | 33 | Max Verstappen    | Toro Rosso-Renault   | 1:16.750 | 1:16.546 | 1:16.957 | 9       |
| 11                   | 8  | Romain Grosjean   | Lotus-Mercedes       | 1:17.767 | 1:17.007 |          | 151     |
| 12                   | 22 | Jenson Button     | McLaren-Honda        | 1:17.492 | 1:17.093 |          | 10      |
| 13                   | 27 | Nico Hülkenberg   | Force India-Mercedes | 1:17.552 | 1:17.193 |          | 11      |
| 14                   | 19 | Felipe Massa      | Williams-Mercedes    | 1:17.679 | 1:17:278 |          | 12      |
| 15                   | 14 | Fernando Alonso   | McLaren-Honda        | 1:17.778 | 1:26.632 |          | 13      |
| 16                   | 12 | Felipe Nasr       | Sauber-Ferrari       | 1:18.101 |          |          | 14      |
| 17                   | 77 | Valtteri Bottas   | Williams-Mercedes    | 1:18.434 |          |          | 16      |
| 18                   | 9  | Marcus Ericsson   | Sauber-Ferrari       | 1:18.513 |          |          | 17      |
| 19                   | 28 | Will Stevens      | Marussia-Ferrari     | 1:20.655 |          |          | 18      |
| 20                   | 98 | Roberto Merhi     | Marussia-Ferrari     | 1:20.904 |          |          | 19      |
| 107% temps: 1:21.884 |    |                   |                      |          |          |          |         |
| Font:                |    |                   |                      |          |          |          |         |

Notes
- ^1 — Romain Grosjean va penalitzar 5 posicions a la graella de sortida per substituir la caixa de canvi.[2]
- ^2 — Carlos Sainz, Jr. va ser penalitzat a sortir des del pit lane per no passar una prova de pes després de la Q1.[3]

## Resultats de la Cursa
| Pos   | No | Pilot             | Constructor          | Voltes | Temps / Retirada | Pos.Sortida | Punts |
| ----- | -- | ----------------- | -------------------- | ------ | ---------------- | ----------- | ----- |
| 1     | 6  | Nico Rosberg      | Mercedes             | 78     | 1:49:18.420      | 2           | 25    |
| 2     | 5  | Sebastian Vettel  | Ferrari              | 78     | + 4.486 s        | 3           | 18    |
| 3     | 44 | Lewis Hamilton    | Mercedes             | 78     | + 6.053 s        | 1           | 15    |
| 4     | 26 | Daniïl Kviat      | Red Bull-Renault     | 78     | + 11.965 s       | 5           | 12    |
| 5     | 3  | Daniel Ricciardo  | Red Bull-Renault     | 78     | + 13.608 s       | 4           | 10    |
| 6     | 7  | Kimi Räikkönen    | Ferrari              | 78     | + 14.345 s       | 6           | 8     |
| 7     | 11 | Sergio Pérez      | Force India-Mercedes | 78     | + 15.013 s       | 7           | 6     |
| 8     | 22 | Jenson Button     | McLaren-Honda        | 78     | + 16.063 s       | 10          | 4     |
| 9     | 12 | Felipe Nasr       | Sauber-Ferrari       | 78     | + 23.626 s       | 14          | 2     |
| 10    | 55 | Carlos Sainz, Jr. | Toro Rosso-Renault   | 78     | + 25.056 s       | PL          | 1     |
| 11    | 27 | Nico Hülkenberg   | Force India-Mercedes | 78     | + 26.232 s       | 11          |       |
| 12    | 8  | Romain Grosjean   | Lotus-Mercedes       | 78     | + 28.415 s       | 15          |       |
| 13    | 9  | Marcus Ericsson   | Sauber-Ferrari       | 78     | + 31.159 s       | 17          |       |
| 14    | 77 | Valtteri Bottas   | Williams-Mercedes    | 78     | + 45.789 s       | 16          |       |
| 15    | 19 | Felipe Massa      | Williams-Mercedes    | 77     | + 1 Volta        | 12          |       |
| 16    | 98 | Roberto Merhi     | Marussia-Ferrari     | 76     | + 2 Voltes       | 19          |       |
| 17    | 28 | Will Stevens      | Marussia-Ferrari     | 76     | + 2 Voltes       | 18          |       |
| Ret   | 33 | Max Verstappen    | Toro Rosso-Renault   | 62     | Col·lisió        | 9           |       |
| Ret   | 14 | Fernando Alonso   | McLaren-Honda        | 41     | Caixa de canvi   | 13          |       |
| Ret   | 13 | Pastor Maldonado  | Lotus-Mercedes       | 5      | Frens            | 8           |       |
| Font: |    |                   |                      |        |                  |             |       |